# Telemaco Ruggeri
Pour les articles homonymes, voir Ruggeri.
Telemaco Ruggeri est un réalisateur italien né le 15 septembre 1876 à Narni et mort le 15 octobre 1957  à Rome. 

## Filmographie partielle
- 1915 : Beffa di Satana
- 1916 : Nel vortice del peccato
- 1916 : Il cadavere scomparso
- 1921 : Il dolce veleno
- 1925 : Occupe-toi d'Amélie (Occupati d'Amelia)